# ジャン＝アンリ・ロジェ
ジャン＝アンリ・ロジェ（Jean-Henri Roger、1949年 - 2012年12月31日）は、フランスの映画監督、脚本家、撮影監督、俳優。ジャン＝リュック・ゴダールの「政治の時代」に「ジガ・ヴェルトフ集団」として、つぎに女優ジュリエット・ベルトとのさまざまな活動のなかで、それぞれ共同監督として作品を発表したことで知られる。フランス国立映像音響芸術学院（la Fémis、旧IDHEC）教授。

## 来歴・人物
1949年、ブルジョワで知的な家庭、戦闘的コミュニストの両親のもとに生まれた。
マルセイユでの学校教育の後、ジャン＝アンリ・ロジェはパリなるものに出逢う。彼はそこでほかの者たちがトロツキズムを学ぶように毛沢東主義を研究し、『民衆の大義』誌を統合した。いろいろな任務の後、1969年、マルクス主義者の集団「ジガ・ヴェルトフ集団」の中心部で働き、ジャン＝リュック・ゴダールとともに実験的で政治的なドキュメンタリー作品を演出した（『プラウダ』、『ブリティッシュ・サウンズ』、1969年）。わずか20歳のときだった。
映画監督としては、ある世代すべてにとってのヒロインだった女優ジュリエット・ベルトに関わった。彼らは、映画や、政治的幻想、セックス革命や酒やドラッグの革命のなかで活気づけられた恋愛関係を持っていた。彼らにとっての2本の最初の長編劇映画が、『雪 Neige』（1981年）と『悪党岬 Cap Canaille』（1982年）であった。彼は、2001年になるまでは、3本目の長編『ルル Lulu』に署名しなかった。
すでに2005年、ヘロインを解体させる誘惑をしながら（「それは私の人生を腐敗させますが、人が私にこの真実を話して欲しくはありません」）、彼はアガト・フィルム社（Agat Films & Cie）で新しい監督作に取り組んでいた。
彼は、健康状態によってはときおり、映画の教授をした。
2012年12月31日、心臓発作のためにパリで死去。63歳没。

## フィルモグラフィー

### 出演
- Ca, c'est vraiment toi テレビ映画 1999年 監督・脚本クレール・シモン、共同脚本ジャン＝フランソワ・ゴイエ
- L'Affaire Marcorelle 2000年 監督セルジュ・ル・ペロン
- 愛の世紀 Eloge de l'amour 2001年 監督・脚本ジャン＝リュック・ゴダール、主演ブリューノ・ピュツリュ、セシル・カンプ、出演レモ・フォルラーニ、ノエル・シムソロ
- Imago (jours de folie) 2001年 監督マリー・ヴェルミヤール
- Après la vie 2003年 監督・脚本リュカ・ベルヴォー、主演ドミニク・ブラン
- Cavale 2003年 監督・脚本・出演リュカ・ベルヴォー、主演カトリーヌ・フロ、ドミニク・ブラン
- Bamako 2006年 監督・脚本アブデラマン・シサコ

### 監督
- ブリティッシュ・サウンズ British Sounds 1969年　監督・脚本・編集ジガ・ヴェルトフ集団（ゴダール、ロジェ）
- プラウダ (真実) Pravda 1970年　監督・脚本・編集ジガ・ヴェルトフ集団（ゴダール、ロジェ、ポール・ビュロン）、主演ヴェラ・ヒティロヴァ、語りジャン＝リュック・ゴダール
- 雪 Neige 1981年　共同監督・主演ジュリエット・ベルト、脚本・台詞マルク・ヴィヤール、撮影ウィリアム・リュプチャンスキー、出演ジャン＝フランソワ・ステヴナン、エディ・コンスタンティーヌ
- 悪党岬 Cap Canaille 1983年 共同監督・主演ジュリエット・ベルト、脚本・台詞ジャン＝アンリ・ロジェ、脚本ジョゼ・ベレラ、台詞ボリス・ベルグマン、撮影ウィリアム・リュプチャンスキー、出演リシャール・ボランジェ、ジャン＝クロード・ブリアリ、ベルナデット・ラフォン
- ルル Lulu 2002年　脚本ロジェ、ジャン＝フランソワ・ゴイエ、クロード・ヴェスペリーニ、撮影レナート・ベルタ、主演エリ・メデイロス、トニー・ガトリフ
- コード68 Code 68 2005年　脚本ロジェ、撮影レナート・ベルタ

### 脚本
- 悪党岬 Cap Canaille 1983年 監督ジャン＝アンリ・ロジェ、ジュリエット・ベルト
- ルル Lulu 2002年 監督作

### 撮影
- A. Constant 1977年 監督・脚本クリスティーヌ・ロラン、共同撮影レナート・ベルタ
- La Voix de son maitre 1978年 監督ニコラ・フィリベール

## 註
1. 1 2 3 4 5  仏語版WikipediaJean-Henri Rogerの項の記述より。
2. ↑  Décès du cinéaste et professeur Jean-Henri Roger la montagne 2013年1月4日閲覧